# تيسون باترسون
تيسون باترسون (17 سبتمبر 1978 - ) (بالإنجليزية: Tyson Patterson)‏ هو لاعب كرة سلة أمريكي في مركز هجوم خلفي. لعب مع أوكلاهوما سيتي بلو.

## وصلات خارجية
- تيسون باترسون على موقع كرة السلة الأوروبية.كوم (الإنجليزية)
- تيسون باترسون على موقع كلية كرة السلة في سبورتس رفرنس.كوم (الإنجليزية)
- تيسون باترسون على موقع ريلجم (الإنجليزية)
- تيسون باترسون على موقع بروبوليرز (الإنجليزية)